# Датч-Флет (Каліфорнія)
Датч-Флет (англ. Dutch Flat) — переписна місцевість (CDP) в США, в окрузі Пласер штату Каліфорнія. Населення — 183 особи (2020).

## Географія
Датч-Флет розташований за координатами 39°12′29″ пн. ш. 120°50′4″ зх. д. / 39.20806° пн. ш. 120.83444° зх. д. (39.208008, -120.834476).  За даними Бюро перепису населення США в 2010 році переписна місцевість мала площу 1,53 км², уся площа — суходіл.

### Клімат
| Клімат : Датч-Флет                                                        | Клімат : Датч-Флет | Клімат : Датч-Флет | Клімат : Датч-Флет | Клімат : Датч-Флет | Клімат : Датч-Флет | Клімат : Датч-Флет | Клімат : Датч-Флет | Клімат : Датч-Флет | Клімат : Датч-Флет | Клімат : Датч-Флет | Клімат : Датч-Флет | Клімат : Датч-Флет | Клімат : Датч-Флет |
| Показник                                                                  | Січ.               | Лют.               | Бер.               | Квіт.              | Трав.              | Черв.              | Лип.               | Серп.              | Вер.               | Жовт.              | Лист.              | Груд.              | Рік                |
| Абсолютний максимум, °C                                                   | 25,0               | 26,7               | 29,4               | 32,8               | 38,9               | 43,9               | 45,0               | 44,4               | 41,1               | 38,3               | 30,6               | 23,9               | 45,0               |
| Середній максимум, °C                                                     | 11,7               | 15,6               | 17,8               | 21,1               | 26,7               | 31,7               | 34,4               | 33,3               | 30,6               | 25,0               | 16,7               | 11,7               | 23,0               |
| Середня температура, °C                                                   | 7,8                | 10,6               | 12,2               | 15,0               | 19,4               | 23,3               | 26,1               | 25,0               | 22,8               | 17,8               | 11,7               | 7,8                | 16,6               |
| Середній мінімум, °C                                                      | 3,3                | 5,6                | 6,7                | 8,3                | 11,7               | 15,6               | 17,2               | 16,7               | 14,4               | 10,6               | 6,7                | 3,9                | 10,1               |
| Абсолютний мінімум, °C                                                    | −5,6               | −6,1               | −3,3               | 1,1                | 2,8                | 7,8                | 10,0               | 9,4                | 5,6                | 1,7                | −2,8               | −6,7               | −6,7               |
| Норма опадів, мм                                                          | 104                | 85                 | 82                 | 43                 | 13                 | 5                  | 2                  | 3                  | 12                 | 35                 | 100                | 77                 | 46                 |
| ------------------------------------------------------------------------- | ------------------ | ------------------ | ------------------ | ------------------ | ------------------ | ------------------ | ------------------ | ------------------ | ------------------ | ------------------ | ------------------ | ------------------ | ------------------ |
| Джерело: http://www.myforecast.com/bin/climate.m?city=515299&metric=false |                    |                    |                    |                    |                    |                    |                    |                    |                    |                    |                    |                    |                    |

## Демографія
Згідно з переписом 2010 року, у переписній місцевості мешкало 160 осіб у 85 домогосподарствах у складі 43 родин. Густота населення становила 104 особи/км².  Було 138 помешкань (90/км²).
Расовий склад населення:
| - 96,9 % — білих - 1,9 % — корінних американців - 0,6 % — азіатів |

До двох чи більше рас належало 0,6 %. Частка іспаномовних становила 2,5 % від усіх жителів.
За віковим діапазоном населення розподілялося таким чином: 11,9 % — особи молодші 18 років, 61,2 % — особи у віці 18—64 років, 26,9 % — особи у віці 65 років та старші. Медіана віку мешканця становила 55,0 року. На 100 осіб жіночої статі у переписній місцевості припадало 122,2 чоловіків;  на 100 жінок у віці від 18 років та старших — 116,9 чоловіків також старших 18 років.
Середній дохід на одне домашнє господарство  становив 80 512 долари США (медіана — 53 512), а середній дохід на одну сім'ю — 103 939 доларів (медіана — 63 611). 
Цивільне працевлаштоване населення становило 94 особи. Основні галузі зайнятості: мистецтво, розваги та відпочинок — 43,6 %, освіта, охорона здоров'я та соціальна допомога — 13,8 %, роздрібна торгівля — 12,8 %.